# Alain Gauthier
Alain Gauthier est un artiste peintre, affichiste, dessinateur de presse et illustrateur français, né le 21 août 1931 dans le 12e arrondissement de Paris, et mort le 3 avril 2020 à Boulogne-Billancourt.

## Biographie
Alain Emmanuel Jean Gauthier, né le 21 août 1931 dans le 12e arrondissement de Paris, étudie dans l'atelier du célèbre affichiste Paul Colin. Il mène une carrière d'affichiste, dont des publicitaires : il est « concepteur de plusieurs centaines d'affiches (Danone, les biscuits Choco BN, Bally, Kuwait Airways...). » Janine Kotwica, « spécialiste de l'illustration et de la littérature jeunesse » selon sa notice BnF, écrit : « Il a créé pour toutes sortes de produits alimentaires, des vêtements (la lingerie féminine l’a beaucoup inspiré...), des chaussures, des appareils ménagers... Il a dessiné le logo du Père dodu, exploité de façon abusive par la marque qui a effacé sa signature qui se trouvait.... sur le rôti ! » Elle ajoute que Alain Gauthier « a dessiné pour diverses industries, des compagnies aériennes, de nombreuses banques, la Poste, et même le Ministère de la Santé. »
Il travaille ensuite dans l'illustration, et son premier ouvrage en littérature jeunesse paraît en 1974, sur un texte de  Jean Chalon. François Ruy-Vidal devient son éditeur et son ami. Il illustre des contes, dont ceux de Charles Perrault et des frères Grimm, et des contes contemporains, de Michel Tournier, qui « disait de son coup de crayon qu'il avait « cette naïveté un peu perverse, cette limpidité trompeuse qui recouvre des abîmes, cette apparente gaucherie qui est le comble de l’habileté, bref tout ce qui fait le charme trouble et puéril des contes ».
Parallèlement, il a créé une œuvre picturale qu'il a fait connaître à travers ses expositions, et qui est dans la continuité de son travail d'illustrateur.
Le site Ricochet mentionne : « il a été distingué par plusieurs jury internationaux. Alain Gauthier est connu dans le monde entier comme affichiste »
Alain Gauthier est souvent exposé à la galerie spécialisée dans l'édition jeunesse d'art, L'art à la Page, rue Amelot à Paris.
Pour ses illustrations de l'ouvrage Moi Matthieu, j'habite chez mon père (texte de Françoise Kerisel), il obtient la Mention Prix BolognaRagazzi 1992, catégorie Prix Graphique, à la Foire du livre de jeunesse de Bologne.
Anne Ikhlef réécrit en 1998 une version du célèbre conte Le Petit Chaperon rouge sous le titre Mon petit chaperon rouge, puis, en 2002, elle fait de même pour Peau d'âne, sous le titre Ma peau d'Anne. Alain Gauthier illustre les contes, et Ricochet écrit : « Le style d’Alain Gauthier, reconnaissable entre tous, sur deux grandes pages, s’affirme ici avec talent, entre rêve et réalité, entre anachronisme et surréalisme. »
En 2005, Alain Gauthier a reçu la Plaque d'Or de Bratislava à la Biennale d'illustration de Bratislava.
Un ouvrage lui est consacré en 2013 Alain Gauthier, poète de l'affiche, par le Docteur ès lettres Michel Loude.
Alain Gauthier meurt le 3 avril 2020 à Boulogne-Billancourt, à l'âge de 88 ans.

## Quelques publications

### Illustrations
- Zizou, artichaut, coquelicot, oiseau, de Jean Chalon, éditions Grasset, 1974
- La Fugue du Petit Poucet, de Michel Tournier, éditions G. P., 1979
- Mouna et le petit fantôme, d'André Hodeir, éditions de l'Amitié-G. T. Rageot, coll. Rouge et noire, 1980
- Histoires de la forêt profonde, de Jean Joubert, l'École des loisirs, 1984
- L'arbre-gingembre, conte de Jacqueline Kelen, Ipomée, 1985
- La belle et la bête, adaptation de Jeanne-Marie Leprince de Beaumont par Jean Cocteau, éditions Ipomée, 1988
- Alice au pays des merveilles, de Lewis Caroll, éditions Rageot, 1991
- Moi Matthieu, j'habite chez mon père, de Françoise Kerisel, Ipomée, 1991
- L'acrobate de Minos, de L. N. Lavolle, Éditions Rageot, coll. Cascade, couverture, (illustrations intérieures de Christian Heinrich), 1991 [13]
- Le papillon de toutes les couleurs, de Didier Daeninckx, Éditions La Farandole, 1993
- Le miroir à deux faces ; La Fugue du Petit Poucet ; Ikonut ou L'infini et les Eskimos ; Amandine ou Les deux jardins, contes de Michel Tournier, éditions du Seuil jeunesse, 1994
- Mon petit chaperon rouge, d'Anne Ikhlef, éditions du Seuil, 1998
- La vache bleue[14],[15], de Yvon Mauffret, Liv'Éditions, 1999
- Ma Peau d'âne[9], d'Anne Ikhlef, éditions du Seuil, 2002
- Est-elle Estelle ?[16], de François David, éditions Motus, 2002
- Nous, les Loups, d'Edith de Cornulier-Lucinière, éditions Bilboquet, 2007

## Prix et distinctions
- Mention Prix BolognaRagazzi 1992[8], catégorie Prix Graphique, à la Foire du livre de jeunesse de Bologne pour ses illustrations de l'ouvrage Moi Matthieu, j'habite chez mon père (texte de Françoise Kerisel).
- Plaque d'Or de Bratislava 2005[10] à la Biennale d'illustration de Bratislava.